# Manotes macrantha
Manotes macrantha là một loài thực vật có hoa trong họ Connaraceae. Loài này được Ernest Friedrich Gilg mô tả khoa học đầu tiên năm 1897 dưới danh pháp Dinklagea macrantha. Năm 1910 Gustav August Ludwig David Schellenberg chuyển nó sang chi Manotes.